# Marcelino Gonfaus
Marcelino Gonfaus y Casadesús, alias "Marsal" (Prats de Llusanés, 14 de junio de 1814 - Gerona, 8 de noviembre de 1855) fue un militar carlista español.

## Biografía

### Primera guerra carlista
De oficio tejedor, a los veinte años de edad ingresó en las filas carlistas y participó en la guerra de los Siete Años. Tras la derrota carlista, en 1840 emigró a Francia con el grado de Teniente Coronel.

### Segunda guerra carlista
Siete años más tarde volvió a Cataluña con motivo de la Campaña Montemolinista, y al grito de ¡Viva Carlos VI! reunió pronto a sus órdenes más de 300 voluntarios, a cuyo frente ganaría el ascenso de Coronel. Entró en Arenys de Mar, donde hizo algunos prisioneros, sostuvo el combate de Mura, peleó contra la columna de Besalú en la bajada de Orriols y en la acción de Bascaño o Bascara y se apoderó de San Feliu de Guixols.
El Coronel Gonfaus —más conocido por Marsal entre sus amigos y enemigos— dio una acción en los campos de Aiguaviva, tomó Bañolas, contribuyó eficazmente a la victoria carlista de Pasteral y venció, al frente de un escuadrón, al General Marqués del Duero en Fornells. Asimismo, se distinguió en la victoria carlista de Aviñó, en la que dio una notable carga de caballería.
Al reorganizar el General Conde de Morella las tropas carlistas del Principado el 1 de enero de 1849, confirmó al Coronel Marsal en el mando del Regimiento de Lanceros de Cataluña, y le confirió además el de la 4.ª División, cuyas brigadas estaban a las órdenes de los coroneles Juan Solanich y Francisco de Ulibarri, con un total de cuatro batallones denominados de Olot, de Figueras, de Gerona, y de Hostalrich, mandados, respectivamente, por los comandantes Pedro Gisbert, Marterión Serrat, Domingo Serra y Francisco Savalls.
En aquella guerra el Coronel Marsal hizo famosa y muy temida la Caballería de su mando. No obstante, perseguido por seis columnas de tropas isabelinas al mando de los generales Echagüe, Ríos, Hore, Santiago, Ruiz y Lafont, cayó prisionero, rindiéndose después de una lucha tenaz al General Hore el 6 de abril de 1849.
Conducido a Gerona, fue allí sometido a un Consejo de Guerra que le condenó a muerte; pero poco después de ser fusilado el capitán carlista Romero, cuando sólo faltaban breves instantes para ser también pasado por las armas Marsal, llegó el coronel liberal Oráa, con el indulto que había solicitado de Isabel II, pagando así una deuda de gratitud que había contraído con el Coronel Marsal, quien le había perdonado la vida y dado libertad en un sangriento combate de aquella misma guerra.
El Coronel Marsal y su jefe de Estado Mayor, Jacinto Vives, fueron entonces conducidos a Barcelona, y cuando, al concluir la campaña, Isabel II concedió una amnistía general, emigró de nuevo a Francia.

### Insurrección carlista de 1855
Con el empleo de brigadier y el cargo de comandante general interino de los carlistas catalanes, el 2 de julio de 1855 Marcelino Gonfaus "Marsal" volvió al Principado, llegando a sostenerse en campaña durante cuatro meses, a pesar del aislamiento en que se encontraron tanto él como los pocos carlistas que por entonces tomaron las armas. Después de sostener varios combates, algunos de los cuales resultaron ventajosos para él, cayó herido y prisionero en Orriols y fue fusilado en Gerona el 8 de noviembre de aquel mismo año, en que por tercera vez se alzó en Cataluña por la causa carlista.

## Título nobiliario póstumo
En 1876 Don Carlos de Borbón y de Austria-Este concedió a la viuda de Marcelino Gonfaus,  María Soler y Martí, el título de Condesa de Marsal. Uno de los sucesores en este título fue Tomás Boada Flaquer, procurador en las Cortes Españolas durante su I Legislatura (1943-1946) y presidente del Patronato Nacional de San Pablo para Presos y Penados entre 1944 y 1968. La Ley de 4 de mayo de 1948 le reconoció oficialmente el título de Conde de Marsal.